# Rasdhooatollen
Rasdhooatollen är en atoll i Maldiverna. Den ligger i den nordvästra delen av landet, 60 km väster om huvudstaden Malé. 
I atollen finns en bebodd ö, Rasdhoo, två öar med turistanläggningar (officiellt obebodda), Kuramathi och Veligandu samt två små öar Madivaru och Madivaru Finolhu,
Tropiskt monsunklimat råder i trakten. Årsmedeltemperaturen i trakten är 25 °C. Den varmaste månaden är mars, då medeltemperaturen är 28 °C, och den kallaste är januari, med 25 °C. Genomsnittlig årsnederbörd är 2 030 millimeter. Den regnigaste månaden är maj, med i genomsnitt 372 mm nederbörd, och den torraste är januari, med 37 mm nederbörd.